# Robin Neillands
Robin Neillands (Pseudonyme: Robin Hunter, Rob Hunter, Neil Lands and Debbie Hunter) (* 3. Dezember 1935 in Glasgow; † 30. Januar 2006) war ein britischer Autor.

## Leben
Nachdem Neillands als Wehrpflichtiger beim Royal Marine Commando in Zypern und im Mittleren Osten gedient hatte, arbeitete er als Verkäufer für das Imprint Pan Books, was ihm Reisen nach Australien, dem Fernen Osten und Südamerika ermöglichte. In Großbritannien gründete er Spur Books und veröffentlichte seine Reiseführer für Frankreich. In den späten 1980ern begann er sich für Geschichte zu interessieren. Einer seiner Romane, der Thriller The Fourth Angel (1985), wurde mit Jeremy Irons und Charlotte Rampling in den Hauptrollen verfilmt.

## Schriften

### Reisebücher
- Walking Through France. From the Channel to the Camargue. Collins London 1988, ISBN 0-00-411081-1.
- Walking Through Spain. From Santander to the Mediterranean. Macdonald u. a. London 1991, ISBN 0-356-17978-8.
- Walking Through Ireland. Little Brown and Co., London 1993, ISBN 0-316-90427-9.
- Walking Through Scotland. From the Border to Cape Wrath. Little Brown and Co., London 1995, ISBN 0-316-91109-7.

### Bücher über Geschichte
- By Sea and Land. The Royal Marine Commandos. A History 1942–1982. Weidenfeld & Nicolson, London 1987, ISBN 0-297-79064-1.
- The Hundred Years War. Routledge, London u. a. 1990, ISBN 0-415-00148-X.
- The Wars of the Roses. Cassell, London 1992, ISBN 0-304-34080-4.
- The Dervish Wars. Gordon and Kitchener in the Sudan 1880–1898. Murray, London 1996, ISBN 0-7195-5631-7.
- Wellington and Napoleon. Clash of Arms. 1807– 1815. Murray, London 1994, ISBN 0-7195-5151-X.
- mit Roderick de Normann: D-Day, 1944. Voices from Normandy. Weidenfeld & Nicholson, London 1993, ISBN 1-85797-448-4.
- The Conquest of the Reich. From D-Day to VE-Day. A Soldiers’ History. Weidenfeld & Nicholson, London 1995, ISBN 0-297-81509-1.
- A Fighting Retreat. The British Empire. 1947–1997. Hodder and Stoughton, London 1996, ISBN 0-340-63521-5.
- The Great War Generals of the Western Front. 1914–18. Robinson, London 1998, ISBN 1-85487-900-6.
- The Bomber War. Arthur Harris and the Allied Bomber Offensive, 1939–1945. John Murray, London 2001, ISBN 0-7195-5637-6 (Deutsch: Der Krieg der Bomber. Arthur Harris und die Bomberoffensive der Alliierten 1939–1945. Aus dem Englischen von Kurt Baudisch. Edition q, Berlin 2002, ISBN 978-3-86124-547-6).
- Eighth Army. From the Western Desert to the Alps. 1939–1945. John Murray, London 2004, ISBN 0-7195-5642-2.
- The Battle for the Rhine. 1944. Weidenfeld & Nicolson, London 2005, ISBN 0-297-84617-5.
- The Dieppe Raid 1942. The Story of the Disastrous 1942 Expedition. Indiana University Press, Bloomington IN 2005, ISBN 0-253-34781-5.
- The Death of Glory. The Western Front 1915. John Murray, London 2012, ISBN 978-0-7195-6244-0.

### Belletristik
- als Robin Hunter: The Fourth Angel. Macmillan, London 1985, ISBN 0-586-07051-6 (Deutsch: Der vierte Engel. Polit-Thriller (= Bastei-Lübbe-Taschenbuch. 13158 Allgemeine Reihe.). Ins Deutsche übertragen von Ekkehart Reinke. Bastei Lübbe, Bergisch Gladbach 1988, ISBN 3-404-13158-4).
- als Robin Hunter: Quarry’s Contract. Macmillan, London 1987, ISBN 0-333-45524-X.
- The London Connection. William Morrow & Co, New York NY 1990, ISBN 0-688-08886-4.